# Kojot in Cestni dirkač
Je risanka iz ameriške risane serije Looney Tunes, v kateri nastopata dva junaka: Kojot (v izvirniku: Wile E. Coyote) in Cestni dirkač (v izvirniku: Road Runner).

## Kojot
Je junak te risanke. Vedno si želi ujeti Cestnega dirkača. To poskušana različne načine, dennimo z dinamitom (TNT). Vedno izgubi. V vsaki risanki se latinsko ime spremeni, npr. Carnius Vulgaris. Včasih ponagaja tudi Poskočnemu zajčku.

## Cestni dirkač
Je junak te serije. Je moder ptič, ki lahko doseže hitrost 500 km-h. Ves čas ga ogroža Kojot, vendar vedno zmaga nad njim. Oglaša se z značilnim bl-bl,bip-bip, zato Kojota pogosto zadene tovornjak.